# 포스트 그런지
포스트 그런지(post-grunge)는 그런지의 영향을 받아 1990년대 초에 발생한 록 음악의 장르 중 하나이다. 강렬하고 묵직한 사운드와 서정적인 멜로디의 조화가 특징이다.니켈백, 크리드, 얼터브릿지, 푸 파이터스, 도트리 등의 밴드들이 이에 속한다. 국내에는 브로큰발렌타인, 크랙베리, 허니페퍼, 블랙스완, 먼데이필링, TRAP, 어텐션시커 등의 밴드가 있다.

## 개요
얼터너티브 록의 하위장르이며 1990년대 중반 그런지에서 파생되어 그런지 같은 사운드와 미학적 특성을 가지지만, 그보다는 더 상업적으로 들을만한 음감을 가진다. 이런 포스트그런지 밴드들로는 푸 파이터즈, 니클백, 크리드, 매치박스 트웬티가 가장 상업적으로 성공한 밴드들이며 1990년대 후반부터 2000년대 전반까지 활동했다.

## 특징
포스트그런지 밴드는 그런지의 특성과 음악을 본받았으며, 묵직하고 찢어지는 느낌의 기타음(주-디스토션 distortion)이 라디오 방송에 좀 더 유리했고 더 상업적이었다. 초기 그런지 밴드와 달리, 이들은 메이져 음반사를 통해 활동했고, 쟁글팝(주-종 울리듯 징징징하는 기타음, 전체적으로 통통 튀는 느낌의 팝 장르), 팝 펑크, 얼터너티브 메탈, 하드 록이 주는 다양성을 음악에 적용했다.

## 역사
너바나는 인기 최정상(네버마인드를 발표한 1991년)일 때 그런지 음악에 세계적 관심을 불러일으켰으나, 갖가지 곤란에 봉착하게 되는데, 어느 정도는 커트 코베인의 마약 중독 사건과 상업적 성공에 대한 불만이 고조되었기 때문이었다. 1994년초 커트 코베인의 사진이 티셔츠 앞판에 “그런지는 죽었다”라는 문구와 더불어 프린트되었는데, 이때 이 장르는 쇠퇴하기 시작했다는 논쟁이 널리 퍼졌다. 그가 1994년 봄 사망하고 그룹 펄 잼의 투어에 문제가 생기면서 그런지 음악은 그 해를 끝으로 퇴장을 고했다. 그와 마찬가지로 마약 문제를 겪은 레인 스탠리(그룹 앨리스인체인)의 경우엔 그 때문에 1995년 밴드 공연 스케줄이 취소되기까지 했다. 이렇게 초기 개척자 역할을 했던 그런지 밴드들이 좌절을 겪자 대형 음반사들은 이 장르와 비슷한 다른 밴드들과 계약을 하고 프로모션을 진행하기 시작했다. 포스트 그런지란 용어가 이때부터 동전 찍어내듯 사용되어 이런 밴드들을 지칭하게 되었다.
1995년, 너바나의 드러머였던 데이브 그로얼이 새로 결성한 밴드 ‘푸 파이터스’는 이 장르를 대중화하는데 기여하면서 장르로서의 구성요소를 규정하였으며, 미국 내에서 록 밴드로는 상업적으로 가장 큰 성공을 거두는데, 여기에는 MTV의 대대적인 방송의 도움이 컸다. 또 다른 포스트그런지 밴드 캔들박스는 시애틀에서 결성되었는데, 그런지 음악의 지역적 한계를 확대하는 계기를 이루어 애틀란타(미국 남부의 한 주)의 죠지아 소울, 호주의 실버체어, 영국의 부시 같은 밴드들이 나타났고, 이들로 인해 포스트그런지는 1990년대 후반 상업적으로 가장 성공한 서브장르로 자리를 확고히 하였다.
남자들로만 밴드가 대부분 구성되던 당시, 여성 솔로 아티스트 앨라니 모리셋의 1995년 앨범 재그드 리틀 필은 포스트그런지를 앨범에 표방하면서 수백만장이 판매되어 멀티플래티넘을 기록했다. 처음 등장할 때의 포스트 그런지 밴드들은 대중적 인기를 모으지 못했는데, 크리드, 매치박스 트웬티, 퍼들 오브 머드, 니클백 등은 포스트그런지를 21세기에 대단한 상업적 성공을 거두게 하였고, 이들 음악에는 기존 음악의 본래적 흐름에 대한 고뇌, 분노가 사라지고, 독백과 로맨틱한 멜로디가 가미되었으며, 뒤를 이어 이런 맥락을 이어 새로운 그룹들 샤인다운, 씨더(Seether), 더 바인즈가 등장했다. 앨라니 모리셋의 뒤를 이어, 2002년 여성 솔로 아티스트 에이브릴 라빈은 포스트그런지적 사운드를 팝펑크, 팝 록 형식에 가미하여 성공을 보게된다.

## 중요성
그런지보다 더 상업성이 강화된 사운드를 가진 포스트그런지밴드들은 미국에서 1990년대 후반과 2000년대 초반에 가장 많이 판매된 록 아티스트들로서, 대대적으로 방송되었고 얼터너티브 메탈, 랩-록 밴드들과 어깨를 나란히 했다. 그들의 음악적 주류와 상업적 대성공 덕분에 포스트그런지 밴드들은 일부 골수팬들로부터 비난을 받기도 했는데, 음악평론가들로부터는 그들의 예술적 한계성과 정통성 부족 때문에 오리지널 그런지밴드들과 대조되기도 했다.

## 아티스트
푸파이터즈(Foo Fighters), 니클백(Nickelback), 브레이킹벤자민(Breaking Benjamin), 씨더(Seether), 샤인다운(Shinedown), 스톤사워(Stone Sour), 3 Doors Down, 스리 데이즈 그레이스(Three Days Grace)
얼터브릿지(Alter Bridge), 크리드(Creed)

## 같이 보기
- 그런지
- 얼터너티브 록